# Izola község
Izola község (szlovén nyelven Občina Izola) Szlovénia 212 alapfokú közigazgatási egységének, azaz községének egyike az Obalno-kraška statisztikai régióban. Adminisztratív központja Izola város. Izola 1997-ben vált községgé.
Izola település hivatalosan kétnyelvű: a szlovén és az olasz a hivatalos nyelv, bár a szlovén de facto minden tekintetben dominál, mivel a szlovén a kormány és az üzleti élet egyetlen hivatalos nyelve.

## A községhez tartozó települések

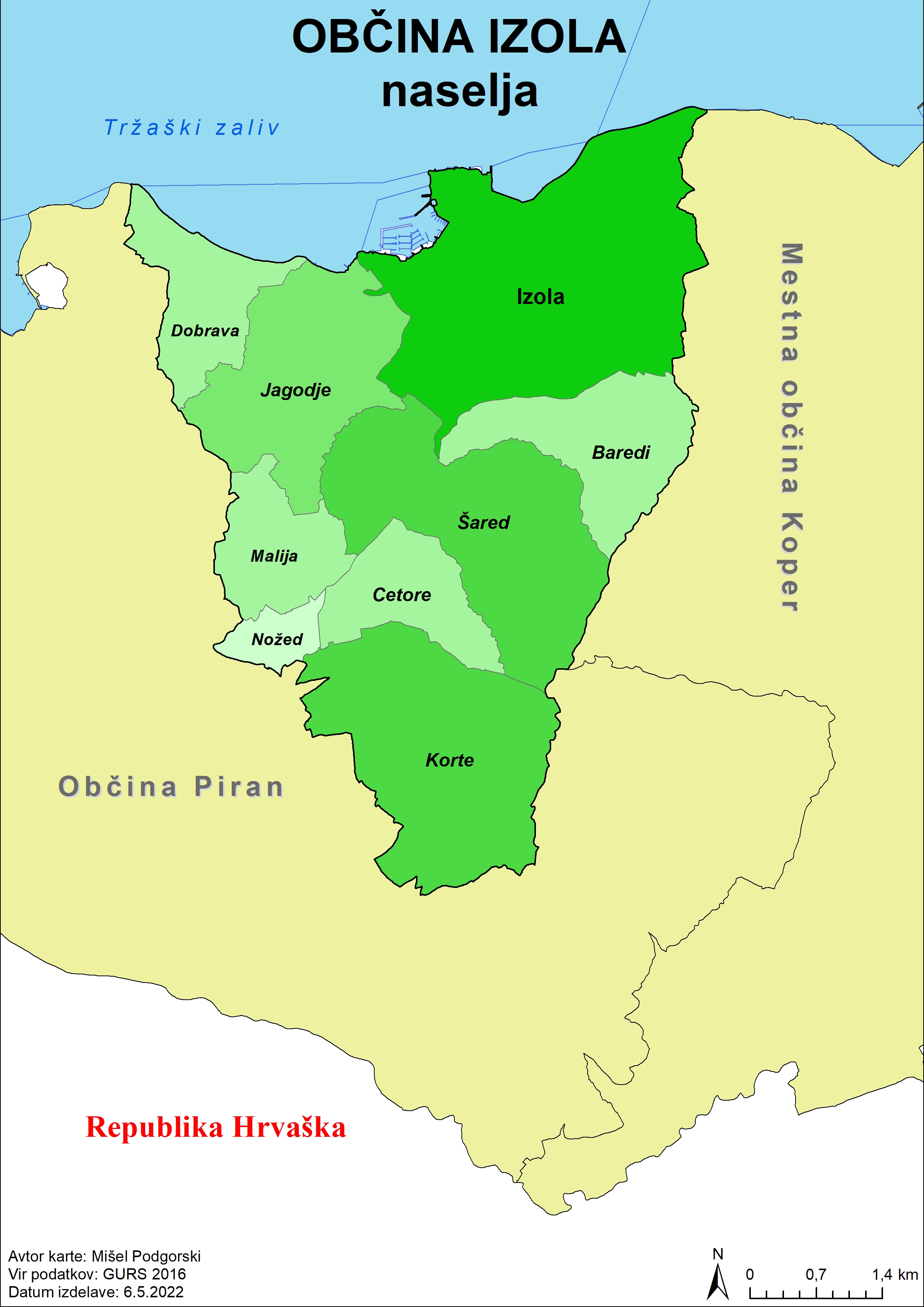
A község települései

A községhez Izola székhelyen kívül a következő települések tartoznak (zárójelben a település olasz neve):
- Baredi
- Cetore (Settore)
- Dobrava
- Jagodje (Valleggia)
- Korte (Corte)
- Malija (Malio)
- Nožed (Nosedo)
- Šared (Saredo)

## Népesség
| Lakosok száma | 15 739 | 16 035 | 15 906 | 15 951 | 15 884 | 15 881 | 15 920 | 16 009 | 16 367 | 16 589 |
|               | 2008   | 2009   | 2011   | 2012   | 2013   | 2015   | 2016   | 2017   | 2019   | 2020   |